# SK Tavrija Simferopol
SK Tavrija Simferopol er en fodboldklub hjemmehørende i den ukrainske by Simferopol på halvøen Krim. Klubben var den første til at vinde det ukrainske mesterskab. I 2010 lykkedes det at vinde pokalturneringen.

## Titler
- Ukrainske mesterskaber (1): 1992
- Ukrainske pokalturnering (1): 2010

Europæisk deltagelse
| Nr | Sæson   | Runde     | Modstander    | Hjemme | Hjemme | Hjemme | Ude | Ude | Ude | V | U | T | Mål | Mål | Mål | P |
| -- | ------- | --------- | ------------- | ------ | ------ | ------ | --- | --- | --- | - | - | - | --- | --- | --- | - |
| 1  | 1992-93 | Kvalifik. | Shelbourne FC | 2      | -      | 1      | 0   | -   | 0   | 1 | 1 | 0 | 2   | -   | 1   | 4 |
| 2  | –       | 1. runde  | FC Sion       | 1      | -      | 3      | 1   | -   | 4   | 0 | 0 | 2 | 2   | -   | 7   | 0 |
| -  | -       | -         | Sammenlagt    | 3      | -      | 4      | 1   | -   | 4   | 1 | 1 | 2 | 4   | -   | 8   | 4 |

| Sæson   | Runde    | Modstander       | Hjemme | Ude |
| ------- | -------- | ---------------- | ------ | --- |
| 2010-11 | Play off | Bayer Leverkusen | -      | 0-3 |

| Fodbold | Spire Denne artikel om en fodboldklub er en spire som bør udbygges. Du er velkommen til at hjælpe Wikipedia ved at udvide den. |

44°56′37″N 34°05′23″Ø / 44.94361°N 34.08972°Ø